# Barberine (pièce de théâtre)
Pour les articles homonymes, voir Barberine.
Barberine est une pièce de théâtre d'Alfred de Musset, une comédie, publiée en deux actes, en 1835, sous le titre La Quenouille de Barberine, puis rééditée en 1853 sous sa nouvelle forme en trois actes, avec son titre définitif.
La pièce n'a été créée sur scène que le 27 février 1882, à la Comédie-Française. Elle a été reprise le 18 novembre 1913 au théâtre du Vieux-Colombier à Paris.
La scène se déroule en Hongrie sous le règne du roi Matthias Corvin.

## Personnages principaux
Distribution de 1913
- Jacques Copeau : le comte Ulric, gentilhomme bohémien
- Louis Jouvet : le chevalier Wladislas
- Charles Dullin : Polacco
- Blanche Albane : Barberine, femme d'Ulric
- Suzanne Bing : Kalikairi, jeune suivante turque (non présente dans la version de 1835)
- Romain Bouquet : l'hôtelier
- Gina Barbieri : Béatrice d'Aragon, reine de Hongrie
- Armand Tallier : Astolphe de Rosenberg, jeune baron hongrois

## Résumé de la version originale en deux actes

### Acte I
- Scène 1 : Le Comte Ulric, qui est pauvre, veut travailler à la cour pour gagner de l'argent. Il s'inquiète de laisser sa femme seule car il craint qu'elle ne le trompe, mais elle l'aime et lui jure qu'elle ne le fera pas.
- Scène 2 : Devant une auberge, le chevalier Wladislas raconte au naïf Rosenberg ses faits d'armes incroyables. Il lui explique aussi comment être aimé des femmes et respecté des hommes.
- Scène 3 : Ulric est accueilli par la reine à la cour. Il discute ensuite avec Rosenberg et des courtisans. Une fois seuls, Rosenberg et Ulric font connaissance. Alors que Rosenberg (instruit par Wladislas sur la manière dont on doit parler des femmes pour être respecté des hommes) met en doute la fidélité de Barberine, Ulric lève son épée pour le combattre en duel. Mais la reine et des courtisans rentrent et les en empêchent. Ulric et Rosenberg font alors un pari : si Rosenberg réussi à prouver à Ulric que sa femme l'a trompé, Ulric lui donne tous ses biens, sinon, c'est Rosenberg qui lui donne les siens.

### Acte II
- Scène 1 : Après s'être reproché d'avoir fait trop vite ce pari, Rosenberg sonne chez Barberine en lui disant qu'il veut lui donner des nouvelles de son mari. Elle l'accueille avec joie.
- Scène 2 : Ulric achète à Polacco, un marchand ambulant, un miroir permettant de voir si l'être aimé le trompe.
- Scène 3 : Barberine rejette les avances que lui fait Rosenberg. Mais elle lui dit soudain de monter à la chambre en haut du château : elle l'y rejoindra.
- Scène 4 : Ulric, en campagne militaire, s'inquiète en croyant voir dans le miroir que sa femme hésite à le tromper.
- Scène 5 : Dans la chambre que lui a indiqué Barberine, Rosenberg se félicite de sa réussite. C'est alors que les verrous se ferment derrière lui et que Barberine lui dit par un guichet qu'elle l'enferme, car il a voulu la séduire : elle ne le nourrira que s'il file de la laine. Rosenberg, après quelques réticences se met à filer, surpris et dépité.
- Scène 6 : Ulric lit à la reine la lettre que lui a envoyé Barberine où elle explique ce qui s'est passé avec Rosenberg. Il a gagné le pari. Donc la reine faira à Barberine l'honneur de la visiter en personne, car "le toit sous lequel habite une femme chaste est aussi saint lieu que l'église, et [que] les rois quittent leurs palais pour les maisons qui sont à Dieu."[2]

## Adaptations françaises
- 1969 : mise en scène Jean-Paul Roussillon, Théâtre de Paris[3]
- 1968 : compagnie des Tréteaux des deux Tours, Maison de la Culture de la Rochelle[4]
- 1963 : mise en scène Marcel Bonnaud, Cinéma le Régent[5]
- 1950 : mise en scène Hubert Gignoux, Théâtre municipal de Rennes[6]
- 1944 : mise en scène Jean Meyer, Comédie Française[7]
- 1920 : mise en scène Emile Fabre, Comédie Française[8]
- 1913 : mise en scène Jacques Copeau, théâtre du Vieux-Colombier[9]

## Adaptation au cinéma
- La Quenouille de Barberine d'Émile Chautard (1910)